# Jakob Andersson
Jakob Erik William Andersson, född 24 december 1999, är en svensk fotbollsspelare som spelar för Trelleborgs FF.

## Karriär
Anderssons moderklubb är Husie IF. Därefter spelade han ungdomsfotboll i Malmö FF. Inför säsongen 2018 gick Andersson till Landskrona BoIS. I juni 2018 flyttades han upp i A-laget. Andersson gjorde sin Superettan-debut den 26 augusti 2018 i en 1–5-förlust mot IK Brage, där han blev inbytt i den 29:e minuten mot Viktor Svensson.
I mars 2020 gick Andersson till division 1-klubben Lunds BK. I januari 2021 värvades han av IFK Malmö. Inför säsongen 2023 återvände Andersson till Lunds BK.
I januari 2025 värvades Andersson av Trelleborgs FF, där han skrev på ett tvåårskontrakt.